# 新闻影片
新闻影片（英語：Newsreel）是一种短纪录片，包含新闻故事和热门话题，流行于1910年代至1970年代中期。影片通常在电影院播出，新闻片是数百万电影受众获取时事、信息和娱乐的渠道。新闻片通常在故事片之前放映，在1930年代至1940年代，许多主要城市设有专门的新闻影院，一些大城市的电影院设有全日放映新闻影片的专门影厅。
1960年代末，电视新闻取代了新闻影片。新闻影片作为特定时间的唯一影像资料，被认为是重要的历史文献。

## 历史

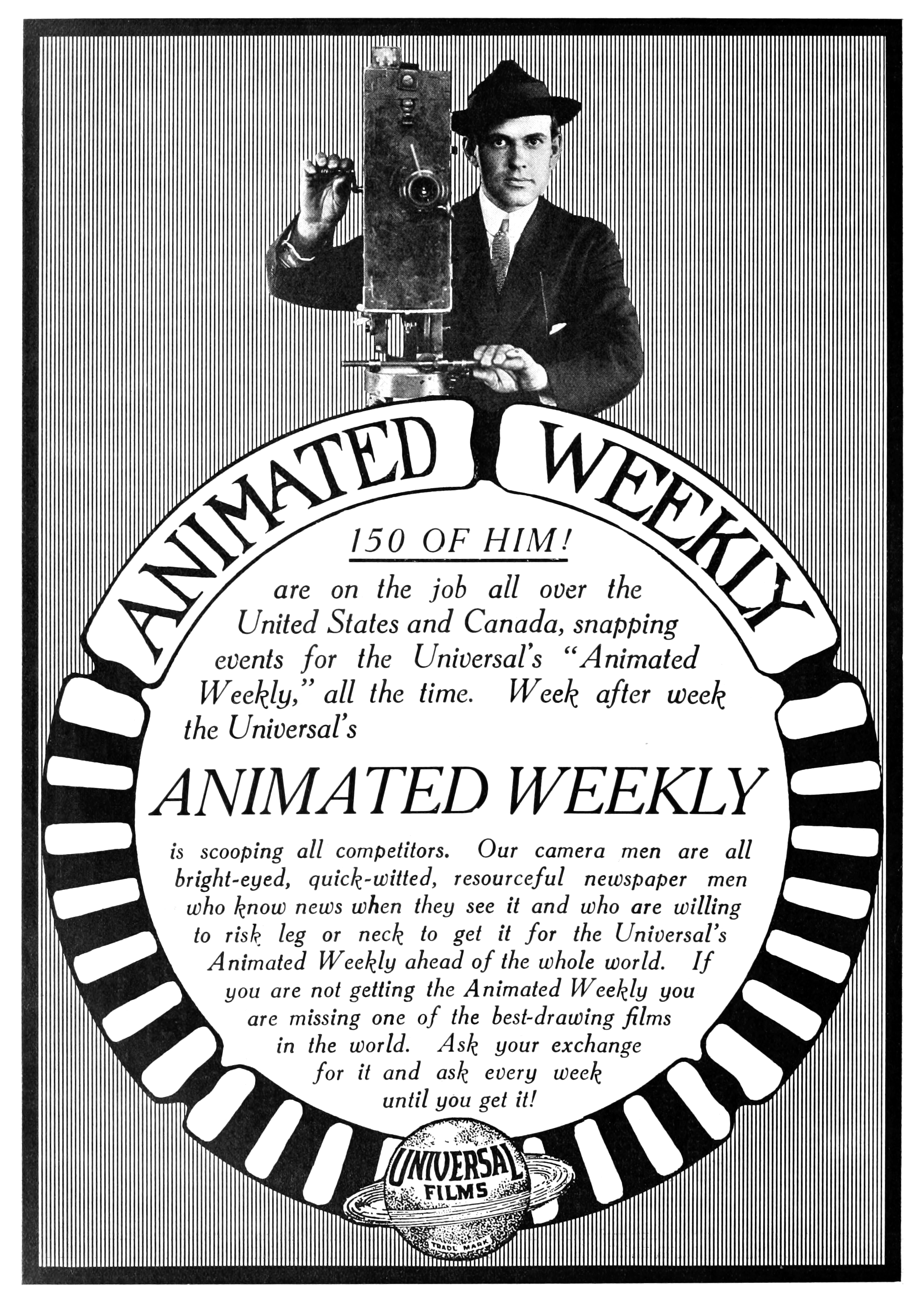
1913年环球影业新闻系列片《环球动画周刊》广告

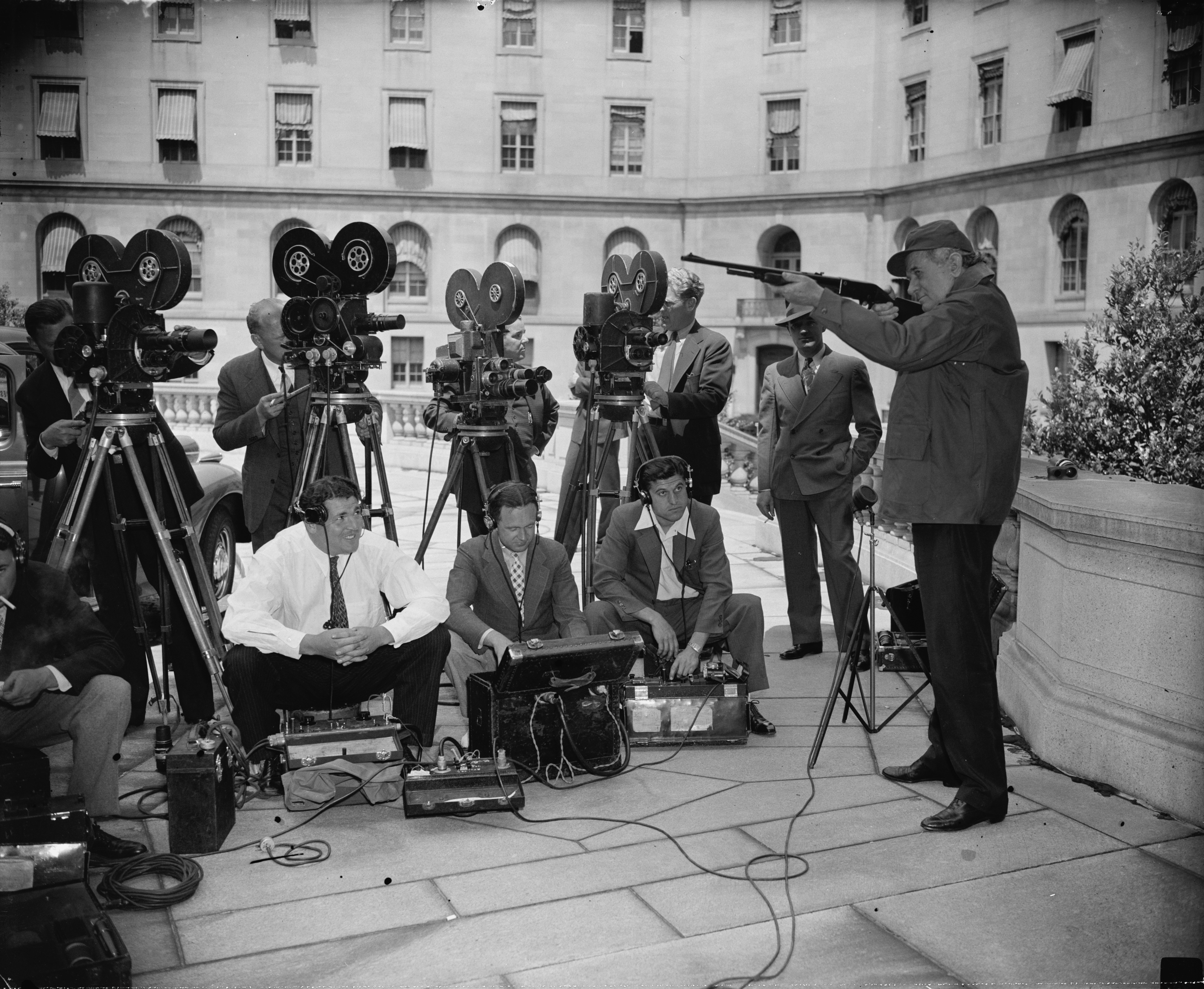
1938年华盛顿特区的新闻摄影师

无声新闻影片从19世纪末出现在影院中。1909年，百代影业开始在欧洲制作新闻周报。百代于1910年开始在英国制作新闻影片，次年（1911年）开始在美国制作新闻影片。
新闻影片是典型的北美、英国和英联邦国家（尤其是加拿大、澳大利亚和新西兰）的主要内容，并且贯穿了从无声电影时期到1960年代电视新闻广播完全取代新闻影片的整个欧洲电影史。澳大利亚国立影片和声音档案馆藏有Cinesound Movietone澳大利亚新闻片集，该合集收录了四千部新闻片和纪录片，涵盖了澳大利亚历史上所有重大事件与新闻。
英国第一家专门新闻电影院是于1909年5月23日在伦敦开幕的每日生物镜。1929年，威廉·福克斯买下使馆剧院。他将这间影院打造成新闻电影院，并将播出安排从每天两场2美元的节目改为多场25美分的节目；这个想法非常成功，以至于福克斯和他的支持者宣布他们将在全国开办大量的新闻片影院。新闻影片经常伴随着卡通片或短篇电影播映。
一战期间，多国利用最新技术为国内观众进行政治宣传。每个人都使用经过精心编辑的新闻片结合直接的新闻报道和政治宣传。
在一些国家，新闻片通常使用音乐作为无声电影片段的背景音乐。部分国家或地区叙述者对轻松或非悲剧性的故事辅以幽默评论。在美国，新闻片系列诸如《时间进行曲》（1935-1951）、《百代新闻社》（1910-1956）、《派拉蒙新闻》（1927-1957）、《福克斯电影新闻（1928-1963）、《赫斯特都市新闻》（1914-1967）, 和《环球新闻片》(1929–1967)。 雷电华电影在1931年到1947年间制播《百代新闻社》华纳兄弟于1947年接档《百代新闻社》直至1956年。
新闻片故事的一个例子可以在1941年电影《公民凯恩》中找到，该片由雷电华新闻影片工作人员制作。《公民凯恩》包括一部名为“三月新闻”的虚构新闻影片，该片总结主角查尔斯·福斯特·凯恩模仿《时间的三月》时的生活。
1949年8月12日，英国百代联合公司在伦敦雇用的一百二十名电影技术人员举行罢工，抗议在工会协议下的调解未决期间“裁去”15名员工。他们的罢工至少持续到8月16日，星期二是星期四放映的新新闻片制作的最后一天。罢工事件造成英国逾三百家电影院被迫停播新闻影片一周。

## 电视的影响
1948年2月16日， 全国广播公司推出了一个十分钟电视节目《骆驼新闻片剧院》（由约翰·卡梅隆·斯威兹主持），片中引用了斯威兹配音的新闻影片。同年，杜蒙电视网推出了两个短命的新闻片系列——《Camera Headlines》和《INS Telenews》（后者与赫斯特的国际新闻社合作）。
1948年8月15日，哥伦比亚广播公司开始制作晚间电视新闻节目《道格拉斯爱德华兹和新闻》。后来全国广播公司、哥伦比亚广播公司和美国广播公司开始为自己的新闻节目制作新闻片段。新闻电影院要么关闭，要么改播卡通和短连续剧，例如倫敦維多利亞車站新闻电影院，后来卡通电影院于1933年开业，1981年关闭。
《每周评论》是新西兰“1940年代制作的主要电影系列”。该国于1960年首次播出电视新闻节目时开始播放新闻片片段。
美国最后一部新闻影片于1967年12月26日（圣诞节次日）播出。
技术的进步促成了新闻影片的衰亡（例如1970年代引入的电子新闻采集技术）。尽管如此，古巴、日本、西班牙和意大利等国家或地区在20世纪八九十年代仍继续制作新闻片。新闻片制作公司拒绝向电视公司供片，但电视公司通过派遣自有的摄制组拍摄新闻事件以回应制片公司的制裁。

## 回顾
1978年澳大利亚电影《Newsfront》是一部关于新闻影片的戏剧。

## 延伸阅读
- Baechlin, Peter and Maurice Muller-Strauss (Editors), Newsreels across the world, Paris: Unesco, 1952
- Barnouw, Erik, Documentary: a history of the non-fiction film, Oxford: Oxford University Press, 1993 revised
- Clyde, Jeavons, Jane Mercer and Daniela Kirchner (Editors), "The story of the century!" An international newsfilm conference, London: BUFVC, 1998
- Fielding, Raymond. . Jefferson, N.C.: McFarland. 2011. ISBN 0786466103.
- Fielding, Raymond, The March of Time, 1935-1951, New York: Oxford University Press, 1978
- Imesch, Kornelia; Schade, Sigrid; Sieber, Samuel (Editors), Constructions of Cultural Identities in Newsreel Cinema and Television after 1945, Bielefeld: transcript, 2016.
- McKernan, Luke (Editor), Yesterday's news. The British Cinema Newsreel Reader, London: BUFVC, 2002
- Smither, Roger and Wolfgang Klaue (Editors), Newsreels in film archives: a survey based on the FIAF symposium, Wiltshire: Flicks Books, 1996
- Vande Winkel, Roel, "Newsreel series: world overview", in: Aitken, Ian (Editor), Encyclopedia of the Documentary Film, New York/London: Routledge, 2006, pp. 985–991